# Forces navales alliées du débarquement de Normandie
| Nom                | Erebus                   | Black Prince | Tuscaloosa  | Quincy        | Nevada      | Hawkins     | Enterprise  | Soemba     | Aconit       |
| ------------------ | ------------------------ | ------------ | ----------- | ------------- | ----------- | ----------- | ----------- | ---------- | ------------ |
| Nationalité        | Royaume-Uni              | Royaume-Uni  | États-Unis  | États-Unis    | États-Unis  | Royaume-Uni | Royaume-Uni | Pays-Bas   | France       |
| Type               | monitor                  | croiseur     | croiseur    | croiseur      | cuirassé    | croiseur    | croiseur    | canonnière | corvette     |
| Classe             | Erebus                   | Dido         | New Orleans | Baltimore     | Nevada      | Hawkins     | Emerald     | Flores     | Flower       |
| Fin fabrication    | 1916                     | 1943         | 1934        | 1943          | 1918        | 1919        | -           | 1926       | 1941         |
| Déplacement normal | 8 000                    | 5 600        | 10 136      | 14 472        | 27 500      | 9 750       | 7 300       | 1 475      | 950          |
| Long. en m         | 123,4                    | 147,8        | 179,2       | 205,2         | 175,3       | 184,4       | 173,7       | 45,5       | 62,7         |
| Larg. en m         | 26,9                     | 15,4         | 18,8        | 21,6          | 29,1        | 19,8        | 16,6        | 11,5       | 10,7         |
| Tirant en m        | 3,6                      | 5,1          | 6,9         | 7,3           | 8,7         | 5,9         | 5,6         | 3,5        | 2,7          |
| Vitesse            | 14                       | 32           | 32,7        | 33            | 20,5        | 30          | 33          | 15         | 16           |
| Armement           | 2 × 381 mm               | 4 × 155 mm   | 9 × 203 mm  | 9 × 203 mm    | 10 × 356 mm | 7 × 190 mm  | 4 × 105 mm  | 3 × 150 mm | 1 × 101.6 mm |
| -                  | 2 × 152 mm               |              | 8 × 127 mm  | 12 × 127 mm   | 21 × 127 mm | 6 × 76 mm   | 4 × 20 mm   | -          | 1 × 40 mm    |
| Équipage           | 204                      | 480          | 868         | 1039          | 864         | 712         | 850         | 132        | 65           |
| Objectif           | Gatteville + La Pernelle | Morsalines   | Quinéville  | Saint-Marcouf | Azeville    | St-Martin   | Madeleine   | Utah beach | Utah beach   |

| Nom                | Texas         | Glasgow     | Georges Leygues  | Montcalm         | Arkansas    |
| ------------------ | ------------- | ----------- | ---------------- | ---------------- | ----------- |
| Nationalité        | États-Unis    | Royaume-Uni | France           | France           | États-Unis  |
| Type               | cuirassé      | croiseur    | croiseur         | croiseur         | cuirassé    |
| Classe             | New York      | Town        | La Galissonnière | La Galissonnière | Wyoming     |
| Fin fabrication    | 1914          | 1936        | 1937             | 1937             | 1912        |
| Déplacement normal | 27 000        | 9 100       | 8 214            | 8 214            | 26 000      |
| Long. en m         | 172,3         | 170,1       | 179,5            | 179,5            | 169,9       |
| Larg. en m         | 29,1          | 18,8        | 17,4             | 17,4             | 28,4        |
| Tirant en m        | 8,7           | 6,5         | 5,3              | 5,3              | 8,7         |
| Vitesse            | 21            | 32          | 31               | 31               | 20,5        |
| Armement           | 10 × 356 mm   | 12 × 152 mm | 9 × 152 mm       | 9 × 152 mm       | 12 × 305 mm |
| -                  | 21 × 127 mm   | 8 × 102 mm  | 8 × 90 mm        | 8 × 90 mm        | 21 × 127 mm |
| Équipage           | 1042          | 748         | 764              | 764              | 1063        |
| Objectif           | Pointe du Hoc | Omaha beach | Omaha beach      | Port en Bessin   | Omaha beach |

| Nom                | Ajax        | Argonaut    | Emerald     | Orion       | Flores      | Belfast     | Diadem      |
| ------------------ | ----------- | ----------- | ----------- | ----------- | ----------- | ----------- | ----------- |
| Nationalité        | Royaume-Uni | Royaume-Uni | Royaume-Uni | Royaume-Uni | Pays-Bas    | Royaume-Uni | Royaume-Uni |
| Type               | croiseur    | croiseur    | croiseur    | croiseur    | canonnière  | croiseur    | croiseur    |
| Classe             | Leander     | Dido        | Emerald     | Leander     | Flores      | Town        | Dido        |
| Fin fabrication    | 1935        | NC          | 1926        | NC          | 1926        | 1939        | 1944        |
| Déplacement normal | 7 270       | 5 600       | 7 300       | 7 270       | 1 475       | 10 055      | 5 600       |
| Long. en m         | 159,1       | 147,8       | 173,7       | 159,1       | 45,5        | 176,5       | 147,8       |
| Larg. en m         | 16,9        | 15,4        | 16,6        | 16,9        | 11,5        | 19,3        | 15,4        |
| Tirant en m        | 6           | 5,1         | 5,6         | 6           | 3,5         | 6,5         | 5,1         |
| Vitesse            | 32,5        | 32          | 33          | 32,5        | 15          | 32,5        | 32          |
| Armement           | 8 × 152 mm  | 8 × 112 mm  | 7 × 152 mm  | 8 × 152 mm  | 3 × 150 mm  | 12 × 152 mm | 8 × 112 mm  |
| -                  | 4 × 102 mm  | 5 × 102 mm  | 4 × 102 mm  | 4 × 20 mm   | 12 × 102 mm |             |             |
| Equipage           | 570         | 480         | 850         | 570         | 132         | 850         | 480         |
| Objectif           | Longues     | Vaux        | Arromanches | Mont Fleury | Arromanches | Ver         | Moulineaux  |

| Nom                | Danae       | Dragon     | Frobisher   | Arethusa    | Mauritius    | Roberts     | Ramillies   | Warspite        |
| ------------------ | ----------- | ---------- | ----------- | ----------- | ------------ | ----------- | ----------- | --------------- |
| Nationalité        | Royaume-Uni | Pologne    | Royaume-Uni | Royaume-Uni | Royaume-Uni  | Royaume-Uni | Royaume-Uni | Royaume-Uni     |
| Type               | croiseur    | croiseur   | croiseur    | croiseur    | croiseur     | monitor     | cuirassé    | cuirassé        |
| Classe             | Danae       | Danae      | Hawkins     | Arethusa    | Crown Colony | Roberts     | Revenge     | Queen Elizabeth |
| Fin fabrication    | 1918        | 1918       | 1920        | 1935        | 1941         | 1941        | 1916        | 1915            |
| Déplacement normal | 4 970       | 4 970      | 9 750       | 5 220       | 8 530        | 7 973       | 28 000      | 27 500          |
| Long. en m         | 143,6       | 143,6      | 184,4       | 146,3       | 164          | 113,8       | 190,3       | 196,8           |
| Larg. en m         | 13,9        | 13,9       | 19,8        | 15,6        | 18,9         | 27,4        | 27          | 27,6            |
| Tirant en m        | 5           | 5          | 5,9         | 5           | 6            | 4,1         | 8,7         | 8,8             |
| Vitesse            | 29          | 29         | 30,5        | 32,3        | 31,5         | 12,5        | 13          | 23              |
| Armement           | 6 × 152 mm  | 6 × 152 mm | 7 × 190 mm  | 6 × 152 mm  | 12 × 152 mm  | 2 × 381 mm  | 8 × 381 mm  | 8 × 381 mm      |
| -                  | 2 × 76 mm   | 2 × 76 mm  | 6 × 76 mm   | 4 × 100 mm  | 8 × 100 mm   | 8 × 100 mm  | 14 × 152 mm | 14 × 152 mm     |
| Equipage           | 450         | 450        | 712         | 500         | 920          | 442         | 908         | 925             |
| Objectif           | Ouistreham  | Graye      | Riva bella  | Merville    | Houlgate     | Houlgate    | Bénerville  | Villerville     |